# Qitianlingite
La qitianlingite è un minerale appartenente al gruppo della columbite.